# Stefan Bühling
Stefan Bühling (* 1972 in Hamburg) ist ein deutscher Filmregisseur.

## Leben und Wirken
Bühling wurde in Hamburg geboren und absolvierte nach dem Abitur verschiedene Praktika im In- und Ausland. Zunächst wirkte er als Schnitt- und Regieassistent unter anderem an der ZDF-Serie girl friends – Freundschaft mit Herz mit. Nach seinem Studium an der London Film School realisierte Bühling verschiedene Werbe-, Image- und Kurzfilme als Regisseur. 2014 entstand mit Die weiße Schlange sein erster Langspielfilm. Der Märchenfilm wurde mit dem Metropolis Filmpreis für die beste Regie in der Kategorie Kinder- und Jugendfilm prämiert.
Im Rahmen des Festival de Télévision de Monte-Carlo im Juni 2022 erhielt seine Regiearbeit Martha Liebermann – Ein gestohlenes Leben die Goldene Nymphe als bester Fernsehfilm.

## Filmografie (Auswahl)
- 2015: Die weiße Schlange
- 2017: Rübezahls Schatz
- 2018: Rosamunde Pilcher – Wo Dein Herz wohnt
- 2018: SOKO Potsdam
- 2019: Tonio & Julia: Schuldgefühle
- 2019: Tonio & Julia: Wenn einer geht
- 2019: Nur mit Dir zusammen
- 2020: Im Abgrund
- 2021: Wenn das fünfte Lichtlein brennt
- 2021: Legal Affairs
- 2022: Martha Liebermann – Ein gestohlenes Leben
- 2023: Schule am Meer – Familienbande
- 2023: Weihnachtspäckchen ... haben alle zu tragen
- 2024: Marie fängt Feuer – Aufbruch ins Ungewisse
- 2024: Marie fängt Feuer – Neuanfänge